# Аткинс, Рита
Рита Аткинс (урожд. Циммерсман, по первому мужу — Хенниган; венг. Zimmersmann Rita, англ. Rita Atkins, род. 25 декабря 1969) — венгерская и английская шахматистка, международный мастер среди женщин.
Чемпионка Венгрии 1992 г.
В составе сборной Венгрии участница командного чемпионата Европы 1992 г.
Победительница мемориала И. Ларсен (1991 г., разделила 1—2 места с Э. Рихтровой) и международного турнира в Будапеште (1991 г., разделила 1—2 места с Э. Гиндой).
Участница зонального турнира 1993 г.
С 1996 г. постоянно проживает в Великобритании. Выступает в 4NCL. Занимается преподаванием математики и тренерской работой с детьми.
Некоторое время была замужем за международным мастером М. Хенниганом.

## Основные спортивные результаты
| Год  | Город     | Соревнование                                            | + | − | = | Результат | Место |
| ---- | --------- | ------------------------------------------------------- | - | - | - | --------- | ----- |
| 1990 | Дьёр      | Чемпионат Венгрии                                       | 2 | 5 | 4 | 4 из 11   | 8—9   |
|      | Орхус     | Международный турнир                                    | 4 | 1 | 4 | 6 из 9    | 2—3   |
| 1991 | Фарум     | Мемориал И. Ларсен                                      | 5 | 1 | 3 | 6½ из 9   | 1—2   |
|      | Будапешт  | Международный турнир                                    | 7 | 0 | 4 | 9 из 11   | 1—2   |
|      | Будапешт  | Чемпионат Венгрии                                       | 6 | 4 | 1 | 6½ из 11  | 4—6   |
| 1992 | Дебрецен  | Командный чемпионат Европы (сборная Венгрии, ?-я доска) | 2 | 3 | 1 | 2½ из 6   |       |
|      | Будапешт  | Чемпионат Венгрии                                       | 7 | 2 | 2 | 8 из 11   | 1     |
| 1993 | Тимишоара | Зональный турнир (группа В)                             | 2 | 3 | 4 | 4 из 9    | 6—7   |

## Изменения рейтинга
| Графики недоступны из-за технических проблем. См. информацию на Фабрикаторе и на mediawiki.org. |